# Lasioderma punctulatum
Lasioderma punctulatum is een keversoort uit de familie klopkevers (Anobiidae). De wetenschappelijke naam van de soort is voor het eerst geldig gepubliceerd in 1884 door Reitter.